# Easton Grey
Easton Grey is een civil parish in het Engelse graafschap Wiltshire. In 2001 telde het dorp 99 inwoners.